# 아톰 더 비기닝
《아톰 더 비기닝》은 테즈카 마코토와 유우키 마사미가 스토리에 참여하고 카사하라 테츠로가 작화를 담당한 일본의 만화 시리즈이다. 이 시리즈는 데즈카 오사무의 만화 ⟪우주소년 아톰⟫의 프리퀄이며, 아톰이 탄생하기 전까지의 사건을 그린다. 2014년 12월 1일에 쇼가쿠칸의 잡지 ⟪월간 히어로스⟫에서 연재가 개시되었다. 2017년 4월에 텔레비전 애니메이션 시리즈가 공개되었다.

## 줄거리
천재 과학자인 우마타로 텐마와 히로시 오차노미즈는 로봇을 연구하기 위해 긴 시간을 보낸다.  텐마는 신을 만들길 원하고 오차노미즈는 친구를 만들기 원하면서 우연히 로봇 A106을 만든다. A106는 신이 될 것인가 친구가 될 것인가?